# スティーヴ・マックイーン (映画監督)
スティーヴ・マックイーン（Sir Steve McQueen CBE, 本名：Steven Rodney McQueen, 1969年10月9日 - ）は、イギリスの映画監督、脚本家、プロデューサーである。

## 来歴
グレナダ系の子としてロンドンに生まれ、ウエスト・エンドで育つ。チェルシー・カレッジ・オブ・アート・アンド・デザインやゴールドスミス・カレッジなどで美術とデザインを学ぶ。在学中に映画製作を始め、1993年に最初の短編『Bear』を発表して以降、モノクロのサイレント短編映画を次々と発表。
卒業後はビデオ・インスタレーションアーティスト、彫刻家、写真家として活動し、シカゴ美術館、パリ市立近代美術館で作品を展示。1999年にはヤング・ブリティッシュ・アーティストの中核でメディアの注目を集めていたトレイシー・エミンを制し、バスター・キートン映画に基づいたビデオ・インスタレーションでターナー賞を受賞した。2002年、2007年にはドクメンタ11・12、2009年には第53回ヴェネツィア・ビエンナーレと立て続けに大規模な国際展に選出。現代アーティストとしての作品はテート・モダン、ニューヨーク近代美術館、ポンピドゥー・センターなど世界の美術館に収蔵されている。日本でも2006年に香川県の丸亀市猪熊弦一郎現代美術館で個展「Caresses[愛撫]」展が開催された。
2008年、1981年に北アイルランドの刑務所で起きた抗議運動を題材にした初の長編映画『HUNGER/ハンガー』で英国人初となるカンヌ国際映画祭カメラ・ドールを受賞。他にも英国アカデミー賞新人賞など数多くの映画賞を獲得し、新進気鋭のフィルム・メーカーとして一躍注目の的となる。
2011年にはセックス依存症に悩む男の悲哀を生々しく描いた長編2作目『SHAME -シェイム-』で前作に続き主演を務めたマイケル・ファスベンダーがヴェネツィア国際映画祭で男優賞を受賞するなど高く評価された。
長編3作目の『それでも夜は明ける』では、19世紀に誘拐され奴隷として売られた人物であるソロモン・ノーサップの奴隷体験記を原作とした。これも高い評価を受け、第86回アカデミー賞9部門にノミネートされ、作品賞と助演女優賞を受賞。黒人監督の映画として初の作品賞受賞作となった。
2011年に大英帝国勲章（CBE）を授与された。 2024年、ショック賞視覚藝術部門受賞。
現在はロンドンとオランダのアムステルダムを拠点に活動している。

## フィルモグラフィ
- HUNGER/ハンガー Hunger (2008) 監督・脚本
- SHAME -シェイム- Shame (2011) 監督・脚本
- それでも夜は明ける 12 Years a Slave (2013) 監督・製作
- ロスト・マネー 偽りの報酬 Widows (2018) 監督・脚本・製作
- 占領都市 OCCUPIED CITY  (2023) 監督・製作
- ブリッツ ロンドン大空襲 Blitz (2024) 監督・脚本・製作

## その他
2014年1月6日に行われた『それでも夜は明ける』の第79回ニューヨーク映画批評家協会賞の授賞式において、監督賞を受賞したマックイーンがスピーチをしていたところ、協会員の一人である『CityArts』のアルモンド・ホワイトから野次を飛ばされたが、マックイーンは何事もなかったかのようにスピーチを続けた。この件に関して、協会はマックイーンに謝罪の意を表明している。ホワイトは野次を否定したが、後日、協会から除名された。